# Sprawa teatralna
Sprawa teatralna – proces sądowy w Rosji, w którym obwiniono reżyserkę Żenię Berkowicz i dramatopisarkę Swietłanę Pietrijczuk o „wspieranie terroryzmu” w sztuce Finist – dzielny sokół. Ten niszowy spektakl był tylko pretekstem do ukarania Żeni Berkowicz za jej antywojenną postawę i antywojenne wiersze. Proces pokazowy wprawił w ruch donos anonimowego widza. Berkowicz i Pietrijczuk zostały aresztowane w maju 2023 roku. Środowisko teatralne rozpoczęło zbieranie podpisów pod petycją zmierzającą do uwolnienia artystek. Sąd zignorował tę petycję i odrzucił jako „nieistotne” nawet zeznania powołanych przez prokuraturę aktorek grających w spektaklu, które mówiły o zamyśle twórczym spektaklu, czyli potępieniu terroryzmu. Berkowicz i Pietrijczuk nie przyznały się do winy. 8 lipca 2024 roku obydwie kobiety zostały skazane na sześć lat pozbawienia wolności. Redaktor naczelny „Nowej Gazety” Dmitrij Muratow po wyroku napisał:

Sądy rozpatrują donosy. Bo jak nie będą rozpatrywać, to na sędziów ktoś złoży donos. (…) Przeciwników wojny konstytucja już nie chroni. Wydaje mi się, że to początek otwartego terroru. Nie można skazywać znakomitej dramatopisarki i świetnej reżyserki za to, że wystąpiły przeciwko »męskiemu państwu« (w konstytucji nie ma takiego pojęcia, sprawdzałem). Sądy, donosiciele, oprawcy (…) tworzą państwo, w którym rozkwita kult śmierci i nienawiść do talentu jako źródła wolności.